# 능동적 관리
능동적 관리 또는 능동적 투자는 투자 접근 방식이다. 능동적으로 관리되는 투자 포트폴리오에서 투자자는 포트폴리오를 구성하는 투자를 선택한다. 능동적 관리는 종종 수동적 관리나 인덱스 투자와 비교된다.
수동적으로 운용되는 기금은 능동적으로 운용되는 기금보다 꾸준히 더 높은 성과를 낸다.

## 접근
능동적 투자자는 유리하게 투자를 매수하고 매도하여 추가 수익을 창출하는 것을 목표로 한다. 이들은 시장 가격이 기초 가치와 다른 투자를 찾고 시장 가격이 너무 낮으면 투자를 매수하고 시장 가격이 너무 높으면 투자를 매도한다.
능동적 투자자는 다양한 기술을 써서 잘못된 가격이 매겨진 투자를 파악한다. 일반적으로 쓰이는 두 가지 기술은 다음과 같다.
- 기본적 분석. 이 접근 방식은 개별 투자의 특성을 분석하여 위험과 잠재 수익을 평가한다.
- 정량적 분석. 이 접근 방식은 개별 투자에 대한 자료를 써서 투자를 사고파는 체계적 과정을 수립한다.[5]

능동적 관리는 투자의 모든 측면에서 활용될 수 있다. 다음과 같은 용도로 쓸 수 있다.
- 보안 선택. 개별 주식, 채권 또는 기타 투자를 선택한다.
- 자산 배분. 주식, 채권, 현금 등의 자산 종류에 대한 투자 나누기를 결정한다.
- 지속 가능한 투자. 환경, 사회, 기업 지배구조 (ESG) 요소가 투자에 미치는 영향을 분석한다.

능동적 투자자는 많은 목표를 가지고 있다. 많은 능동적 투자자들은 더 높은 수익을 추구한다. 능동적 관리의 다른 목표로는 위험 관리, 세금 최소화, 배당금이나 이자 소득 증가 또는 사회적이거나 환경적인 원인의 발전과 같은 비재정적 목표 달성이 있다.

## 이론
능동적 투자자는 저평가된 투자를 매수하거나 고평가 된 증권을 매도하여 시장 비효율성을 이용해 이익을 얻으려 한다.
따라서 능동적 투자자들은 효율적 시장 가설 (EMH)의 강력하고 준 강력한 형태에 동의하지 않는다. 강력한 형태의 EMH에서는 모든 공개 정보가 주가에 반영되어 있어서 수익률을 앞지르는 게 불가능하다.
능동적 관리 방식은 과거의 가격 변화와 관련된 모든 정보를 가격이 반영한다고 주장하는 약한 형태의 EMH와 일치한다. 약한 형태의 EMH에서는 기본 분석에 수익성이 있을 수 있으나 기술 분석은 수익성이 없다.
능동적 관리와 수동적 관리 사이의 균형에 대한 두 가지 저명한 이론이 있다.
- 그로스먼-스티글리츠 (1980).[8] 그로스만-스티글리츠 균형에서 능동적 투자자는 잠재적 투자를 조사해 더 높은 수익률을 얻음으로써 이익을 얻는다. 그러나 이러한 높은 수익률은 조사를 수행하는 데 드는 비용을 상쇄할 뿐이다. 그로스먼-스티글리츠는 능동적 투자와 수동적 투자가 모두 균형을 이루는 이유를 설명한다.
- 샤프 (1991).[9] 샤프의 명제는 비용을 고려하기 전에 보통의 능동적 관리자는 시장 수익률을 벌어야 한다고 주장한다. 따라서 비용을 고려한 후에 보통의 능동적 관리자는 시장 수익률보다 적은 수익을 얻게 된다. 결과적으로, 샤프에 따르면 능동적 투자는 비용이 발생하기 전에는 제로섬 게임이고, 비용이 발생하고 나면 마이너스섬 게임이다.

두 이론에 대한 경험적 지원과 관련하여 2021년 논문은 "연구 결과는 샤프의 제안보다 그로스만과 스티글리츠의 균형에 더 부합하는 것으로 보인다"고 밝혔다. 또한 이 논문은 "기본 논리 [샤프의 제안의]는 보이는 것만큼 완벽하지 않다"라고 언급한다.

## 성과
금융에 관한 많은 작가들은 능동적 방식으로 관리되는 펀드가 지속적으로 저조한 성과를 보인다고 주장하며, 결과적으로 인덱스 펀드에 투자할 것을 권장한다. 이러한 부정적인 평가는 논란의 여지가 있으며 이의가 제기되었다.
능동적으로 관리되는 펀드의 성과를 정기적으로 평가하는 보고서가 두 개 있다. 첫 번째는 능동적으로 관리되는 펀드를 인덱스와 비교하는 SPIVA 보고서(Standard & Poors Index Versus Active)이다. 두 번째는 능동적으로 관리되는 펀드와 수동적으로 관리되는 펀드를 비교하는 Morningstar Active-Passive Barometer이다. 두 보고서는 반기별로 발행되며 다음과 같은 유사한 접근 방식을 사용한다.
- 투자 유형(예: 신흥시장 주식, 지방채)을 기준으로 펀드를 범주별로 나눈다.
- 다양한 기간(1년에서 20년까지) 동안 해당 분류의 펀드 성과를 관련 지수(SPIVA 보고서) 또는 해당 분류의 수동 관리 펀드(모닝스타 바로미터) 성과와 비교한다.
- 해당 분류에서 수동형 대안보다 성과가 좋은 펀드의 비율과 성과가 나쁜 펀드의 비율을 계산한다. (SPIVA는 성과가 저조한 비율을 보고하는 반면, Morningstar는 성과가 좋은 비율을 보고한다.)

이러한 보고서는 능동적 관리 펀드의 성과가 실망스럽다는 결론을 내리는 경우가 많다. 예를 들어, SPIVA 미국 연말 2021 보고서는 "2021년에 국내 주식 펀드의 79.6%가 S&P Composite 1500보다 뒤처졌다"라고 밝혔다. 결과는 범주에 따라 다르며 일부 범주는 아웃퍼포먼스 비율이 더 높다.
이 보고서의 방법론에 대해서 한 분석은 특히 장기간에 걸쳐 능동 관리자의 기술에 지나치게 부정적인 평가를 초래한단 결론을 내렸다.
SPIVA는 능동적으로 관리되는 펀드의 성과를 수동 벤치마크와 비교하는 두 가지 추가 보고서, 즉 위험 조정 성과 분석과 성과 "지속성" 분석을 발행한다. 지속성 분석은 연속 기간 동안 수동 벤치마크를 아웃퍼폼 한 능동적으로 관리되는 펀드의 비율을 계산한다.
지속성 보고서는 논란의 여지가 있다. 한 비평가는 끈기를 "과대평가"하고 "오도된 주장"이라고 불렀다.
많은 학술 연구에 따르면 수수료를 제외하고 능동적으로 관리되는 미국 주식 펀드의 성과가 저조하다는 결론이 나왔다. 잘 알려진 연구로는 Jensen(1968), Malkiel(1995), Elton, Gruber, Blake(1996), 및 Fama와 French(2010)가 있다. 그러나 Berk와 van Binsbergen(2015)은 달러 가중 수익률이그로스먼-스티글리츠 균형과 일치한다는 것을 알아냈다.

## 능동적 관리의 장점
능동적 관리 방식은 투자자에게 더 높은 수익을 얻을 수 있는 가능성을 제공한다. 능동적 투자자는 시장 전체보다 성과가 더 좋은 투자를 선택할 수 있는 전문 지식을 가질 수 있다.
능동적 관리가 수동적 관리보다 더 유연하다. 이러한 유연성은 투자자에게 여러 가지 이점을 제공한다.
- 능동적 투자자는 자신의 위험 감수 수준에 맞춰 투자 위험을 조정할 수 있다. 예를 들어, 보수적 투자자는 블루칩 투자를 강조하여 포트폴리오를 조정하고 싶어 할 수 있다. 또는 개인 상황의 변화에 따라 투자 위험을 조정할 계획을 세울 수도 있다.
- 투자자는 기존 노출을 반영하여 노출을 조정할 수 있다. 예를 들어, 첨단기술 기업 직원은 투자 포트폴리오에서 첨단기술 기업 주식에 대한 노출을 제한하고 싶어 할 수 있다.
- 마찬가지로, 능동적 투자자는 자본 이득보다는 수익 창출(배당금이나 쿠폰 지급을 통한)에 더 중점을 둘 수 있다.
- 능동적 투자자는 세무 계획 목적으로 자본 이득에 맞춰 투자를 매도할 수 있는 능력을 갖추고 있다.
- 능동적 투자를 통해 투자자는 자신의 포트폴리오를 자신의 사명 기반 목표에 맞게 조정할 수 있다. 예를 들어, 투자자는 탄소 발자국이 적은 회사나 다양성, 형평성 및 포용성과 관련하여 특정 관행을 따르는 회사를 강조하고 싶어 할 수 있다.[26][4]

## 능동적 관리의 단점
능동적 관리의 가장 분명한 단점은 투자 수익률이 높아지기보다는 낮아질 수 있다는 것이다.
게다가, 능동적 관리 방식은 일반적으로 수동적 관리 방식보다 비용이 더 많이 든다. 비용이 높은 이유는 투자를 평가하고 매수 또는 매도 여부를 결정하는 데 필요한 자원 때문이다.
마지막으로, 능동적 관리 방식은 수동적 관리 방식보다 세금 효율성이 낮은 경우가 많다. 왜냐하면 능동적 관리 방식은 투자를 더 자주 사고팔 수 있고 그 결과 자본 이득을 창출할 수 있기 때문이다. 그러나 능동적 관리자는 세금 효율성이 높을 수 있다.

## 능동적 관리의 활용
능동적 관리가 가장 일반적인 투자 접근 방식이다. 예를 들어, 2020년 말에 14.8조 달러의 미국 상호 펀드 자산이 능동적으로 관리되었고, 4.8조 달러만이 수동적으로 관리되었다.
하지만 능동적 관리가 모든 범주에서 우세한 것은 아니다. 예를 들어, 1940년 법 거래소 상장 펀드의 자산 5조 3,000억 달러 중 2020년 말 현재 능동적으로 관리되는 자산은 0.2조 달러에 불과하다.

## 능동적 관리와 시장
능동적 관리가 시장 효율성을 유지하는 데 중요한 역할을 한다. 능동적 관리자는 투자의 매수 및 매도를 통해 증권의 시장 가격을 확립한다. 따라서 능동적 관리의 규모가 증가하면 시장의 효율성이 더욱 높아질 것이다. 시장 효율성은 시장에서 광범위한 투자자 참여를 장려하고 투자자가 위험을 분산하기 쉽게 만들며 자본 형성을 장려하기 때문에 유익하다.
또한 능동적 관리 포트폴리오는 증권의 신규 공모 매수자이기 때문에 능동적 관리도 자본 형성에 중요한 역할을 한다.

## 같이 보기
- 재무 위험 관리 § 투자 관리
- 투자 관리
- 인덱스 펀드
- 수동적 관리
- 마젤란 펀드
- 능동 위험
- 투자 방식

## 참고문헌
1. ↑  “시장보다 꾸준히 높은 성과를 내는 뮤추얼 펀드? 2,132개 중 단 하나도 없다.”. 《New York Times》 (영어). 2022년 12월 2일. 2023년 8월 21일에 확인함.
2. ↑  Choi, James J. (2022). “대중적인 개인 재무 조언 vs. 교수들의 견해”. 《Journal of Economic Perspectives》 (영어) 36 (4): 167–192. doi:10.1257/jep.36.4.167. ISSN 0895-3309.
3. ↑  Malkiel, Burton G. (2013). “자산 운용 수수료와 금융 산업의 성장”. 《Journal of Economic Perspectives》 (영어) 27 (2): 97–108. doi:10.1257/jep.27.2.97. ISSN 0895-3309.
4. 1 2  “Active Management Definition”. 《Investopedia》 (영어). 2022년 2월 28일에 확인함.
5. ↑  Pozen 포젠, Robert C. 로버트 C. (2015). 《The fund industry : how your money is managed (펀드 산업 : 돈이 어떻게 관리되는가)》. Theresa Hamacher (테레사 하마허) 2판. Hoboken. 14141쪽. ISBN 978-1-118-92996-4. OCLC 890793124.
6. ↑  “What is Active Management? - Investment Adviser Association” (미국 영어). 2022년 2월 3일. 2022년 2월 28일에 확인함.
7. ↑  Malkiel, Burton (2012). 〈4: The Efficient-Market Hypothesis and the Financial Crisis〉.   Blinder, Alan S.; Lo, Andrew W.; Solow, Robert M. 《Rethinking the Financial Crisis》. Russell Sage Foundation. 75–98쪽.
8. ↑  Grossman, Sanford J.; Stiglitz, Joseph E. (1980). “On the Impossibility of Informationally Efficient Markets”. 《The American Economic Review》 70 (3): 393–408. ISSN 0002-8282. JSTOR 1805228.
9. ↑  Sharpe, William F. (1991). “The Arithmetic of Active Management”. 《Financial Analysts Journal》 47 (1): 7–9. doi:10.2469/faj.v47.n1.7. ISSN 0015-198X. JSTOR 4479386.
10. ↑  Warren (워렌), Geoff (제프) (2020년 1월 2일). “Is Active Investing Doomed as a Negative Sum Game? A Critical Review.  (적극적 투자는 마이너스섬 게임이 될 것인가? 비판적 검토.)”. 《Alpha Architect (알파 건축가)》 (미국 영어). 2023년 1월 25일에 확인함. |제목=에 라인 피드 문자가 있음(위치 70) (도움말)
11. ↑  “Mutual Funds That Consistently Beat the Market? Not One of 2,132.”. 《New York Times》 (영어). 2022년 12월 2일. 2023년 8월 21일에 확인함.
12. ↑  Choi, James J. (2022). “Popular Personal Financial Advice versus the Professors”. 《Journal of Economic Perspectives》 (영어) 36 (4): 167–192. doi:10.1257/jep.36.4.167. ISSN 0895-3309.
13. ↑  Cremers, K.J. Martijn; Fulkerson, Jon A.; Riley, Timothy B. (2019년 10월 2일). “Challenging the Conventional Wisdom on Active Management: A Review of the Past 20 Years of Academic Literature on Actively Managed Mutual Funds”. 《Financial Analysts Journal》 (영어) 75 (4): 8–35. doi:10.1080/0015198X.2019.1628555. ISSN 0015-198X.
14. ↑  “SPIVA | S&P Dow Jones Indices”. 《www.spglobal.com》. 2022년 3월 25일에 확인함.
15. ↑  “Download Morningstar's Active/Passive Barometer | Morningstar”. 《Morningstar, Inc.》 (영어). 2022년 3월 25일에 확인함.
16. ↑  “SPIVA U.S. Year-End 2021 - SPIVA | S&P Dow Jones Indices”. 《www.spglobal.com》. 2022년 3월 25일에 확인함.
17. ↑  《Rethinking Survivorship Bias in Active/Passive Comparisons》 (PDF). Active Managers Council. 2020.
18. ↑  “Risk-Adjusted SPIVA® Scorecard: Year-End 2020 - SPIVA | S&P Dow Jones Indices”. 《www.spglobal.com》. 2022년 3월 25일에 확인함.
19. ↑  “U.S. Persistence Scorecard Mid-Year 2021 - SPIVA | S&P Dow Jones Indices”. 《www.spglobal.com》. 2022년 3월 25일에 확인함.
20. ↑  “Quit Chasing Unicorns: Consistent Fund Performance Is Overrated”. 《Morningstar, Inc.》 (영어). 2018년 12월 18일. 2022년 3월 25일에 확인함.
21. ↑  Jensen, Michael C. (May 1968). “The Performance of Mutual Funds in the Period 1945-1964”. 《The Journal of Finance》 23 (2): 389–416. doi:10.1111/j.1540-6261.1968.tb00815.x. ISSN 0022-1082.
22. ↑  Malkiel, Burton G. (June 1995). “Returns from Investing in Equity Mutual Funds 1971 to 1991”. 《The Journal of Finance》 50 (2): 549–572. doi:10.1111/j.1540-6261.1995.tb04795.x. ISSN 0022-1082.
23. ↑  Elton, Edwin J.; Gruber, Martin J.; Blake, Christopher R. (January 1996). “The Persistence of Risk-Adjusted Mutual Fund Performance”. 《The Journal of Business》 69 (2): 133. doi:10.1086/209685. ISSN 0021-9398.
24. ↑  Fama, Eugene F.; French, Kenneth R. (2010년 9월 21일). “Luck versus Skill in the Cross-Section of Mutual Fund Returns”. 《The Journal of Finance》 65 (5): 1915–1947. doi:10.1111/j.1540-6261.2010.01598.x. ISSN 0022-1082.
25. ↑  Berk, Jonathan B.; van Binsbergen, Jules H. (2015년 10월 1일). “Measuring skill in the mutual fund industry”. 《Journal of Financial Economics》 118 (1): 1–20. doi:10.1016/j.jfineco.2015.05.002. ISSN 0304-405X.
26. ↑  “What is Active Management? - Investment Adviser Association” (미국 영어). 2022년 2월 3일. 2022년 2월 28일에 확인함.
27. ↑  Saunders, Laura (2016년 10월 21일). “How Passive Funds Trim Your Tax Bill”. 《The Wall Street Journal》. 2023년 9월 5일에 확인함.
28. ↑  Arnott, Robert D.; Berkin, Andrew L.; Ye, Jia (2000년 7월 31일). “How Well Have Taxable Investors Been Served in the 1980s and 1990s?”. 《The Journal of Portfolio Management》 (영어) 26 (4): 84–93. doi:10.3905/jpm.2000.319766. ISSN 0095-4918.
29. ↑  “Mythbusted: Active ETFs can be as tax efficient as passive ETFs”. 《Capital Group》. 2023년 3월 3일.
30. 1 2  “2021 Investment Company Fact Book”. 《www.icifactbook.org》. 2021년 12월 31일에 확인함.
31. ↑  Wermers, Russ (2021). “Active Investing and the Efficiency of Security Markets”. 《Journal of Investment Management》 19 (1).
32. 1 2  “Active Management and Market Efficiency: A Summary of the Academic Literature” (PDF). 2020년 10월 5일에 원본 문서 (PDF)에서 보존된 문서.

### 추가 읽기
- 버튼 G. 말키엘, 월가를 따라가는 랜덤 워크, WW 노튼, 1996,ISBN 0-393-03888-2
- John Bogle, Bogle on Mutual Funds: New Perspectives for the Intelligent Investor, Dell, 1994,ISBN 0-440-50682-4
- Mark T. Hebner, 인덱스 펀드: 활동 투자자를 위한 12단계 프로그램, IFA 출판, 2007,ISBN 0-9768023-0-9